# Gorący jowisz

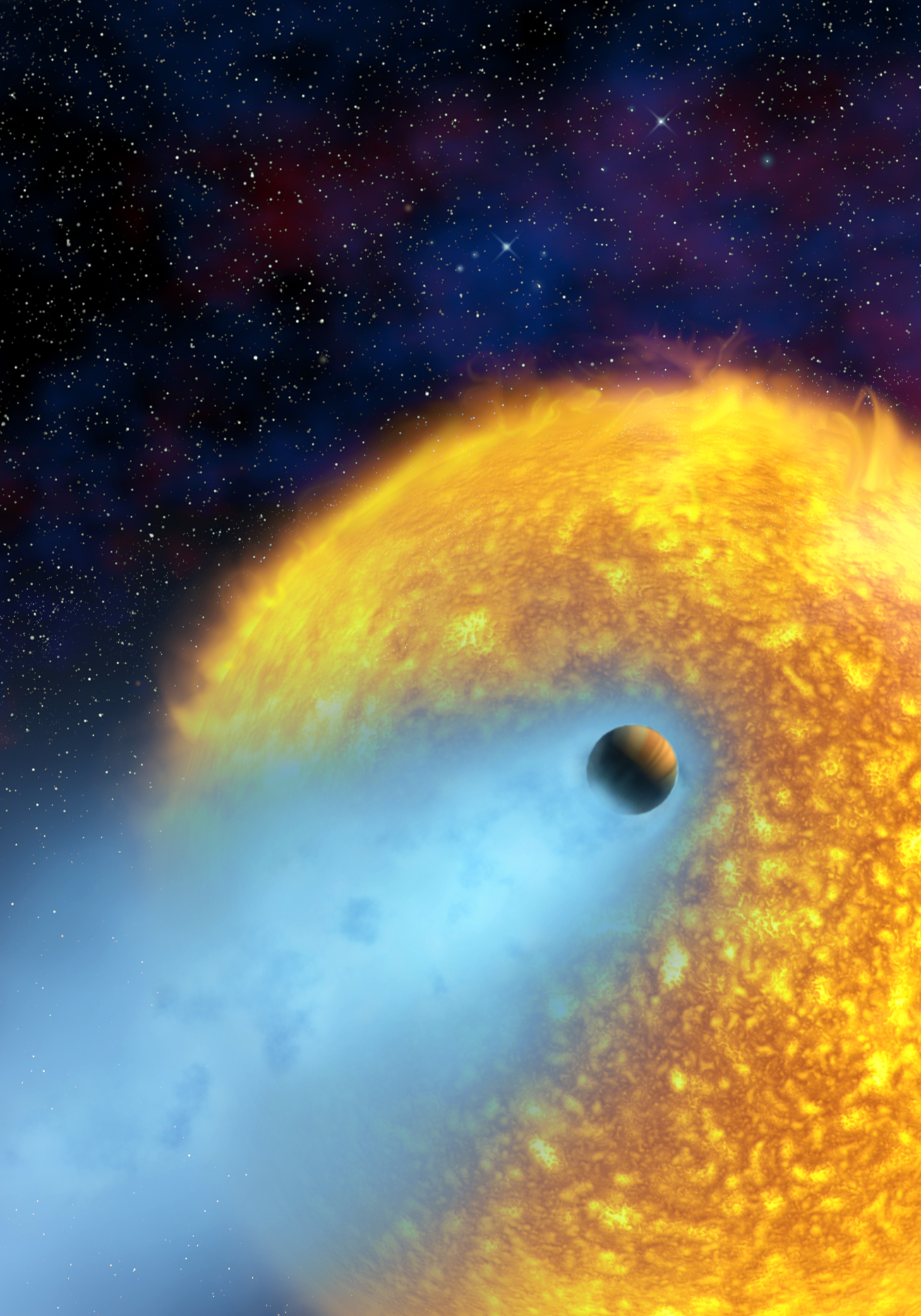
Gwiazda HD 209458 oraz okrążająca ją planeta HD 209458 b – wizja artysty.

Gorący jowisz – klasa planet pozasłonecznych, gazowych olbrzymów, których orbita położona jest blisko macierzystej gwiazdy. Inna stosowana nazwa to planeta klasy Pegaza (ang. Pegasean planets), która wywodzi się od gwiazdozbioru Pegaza, w którym odkryto jednego z pierwszych gorących jowiszów 51 Pegasi b.

## Charakterystyka
Większość odkrytych do tej pory gorących jowiszów krąży po orbitach znacznie ciaśniejszych niż orbita Merkurego. Szacowany promień orbity niektórych z nich to około 0,05 j.a. Ze względu na krótki okres orbitalny, planety tego typu znacznie łatwiej dostrzec podczas ich tranzytu na tle gwiazdy, niż ciała krążące w większej odległości. Ich orbity mają bardzo mały mimośród, a prawdopodobnie wiele spośród planet wykazuje obrót synchroniczny i zwraca się stale jedną stroną w kierunku gwiazdy. Taka sytuacja powoduje powstanie plamy gorąca na stronie dziennej planety i determinuje układ wiatrów w atmosferze. Zjawisko to stwierdzono po raz pierwszy na powierzchni ypsilon Andromedae b.
Drugą charakterystyczną cechą gorących jowiszów jest ich niska gęstość, która jest wynikiem wysokiej temperatury oraz wiatru słonecznego rozdmuchującego zewnętrzne warstwy atmosfery. Niektóre spośród tych planet doświadczają zjawiska parowania atmosfer – promieniowanie gwiazdy intensywnie „zdmuchuje” wodór i hel z wyższych warstw atmosfery. Powoduje to powstanie gazowej otoczki, rozciągającej się w warkocz, przypominający gigantyczny warkocz kometarny. Zjawisko to zaobserwowano w przypadku tranzytującej planety HD 209458 b. Uważa się, że proces ten może po bardzo długim czasie całkowicie pozbawić planetę atmosfery, pozostawiając nagie jądro, pod wieloma względami podobne do planety skalistej.

## Pochodzenie
Teoria planetogenezy sugeruje, że planety-olbrzymy tworzą się poza linią śniegu, w zewnętrznej części dysku protoplanetarnego. Uważa się, że także gorące jowisze nie powstały w swoim obecnym położeniu, lecz na skutek oddziaływań z dyskiem – procesu migracji II typu, już uformowane przywędrowały w pobliże swoich macierzystych gwiazd.
Do utworzenia planet olbrzymów, jak również do zajścia zjawiska migracji, niezbędna jest obecność gazu w mgławicy, z której tworzy się układ planetarny. To oznacza, że muszą one powstać w czasie rzędu kilku milionów lat, póki gaz nie zostanie rozproszony przez promieniowanie gwiazdy. Planety skaliste formują się w znacznie dłuższym czasie, ~30-100 mln lat. Ostatnie symulacje wskazują, że w układach planetarnych z gorącym jowiszem, planety typu ziemskiego mogą powstać w obrębie ekosfery po zakończeniu wędrówki olbrzyma. Co więcej, proces migracji prowadzi do przemieszczenia bliżej gwiazdy zamrożonych substancji lotnych („lodów”), co oznacza, że powstała planeta może być bogata w wodę.